# Otto Vergaerde
Otto Vergaerde, né le 15 juillet 1994 à Gand, est un coureur cycliste belge. Il évolue au sein de l'équipe Lidl-Trek.

## Biographie
En 2014, il devient champion d'Europe du scratch Baie-Mahault. Associé à Moreno De Pauw, il termine deuxième des Trois Jours de Grenoble derrière les Français Thomas Boudat et Vivien Brisse au mois d'octobre. 
Fin juillet 2019, il est sélectionné pour représenter son pays aux championnats d'Europe de cyclisme sur route. Il s'adjuge à cette occasion la quatrième place du relais mixte. En aout, il termine sixième du Grand Prix de la ville de Zottegem.
Il est un coureur tout-terrain.

## Palmarès sur route

### Par année
- 2010
  - Champion de Flandre-Orientale sur route débutants
  - 2e du championnat de Belgique du contre-la-montre débutants
- 2011
  - 3e étape du Sint-Martinusprijs Kontich (contre-la-montre par équipes)
  - 3e du Sint-Martinusprijs Kontich
- 2012
  - Champion de Flandre-Orientale sur route juniors
  - Tour du Condroz[6]
- 2013
  - Mémorial Pierre Harinck
  - Mémorial Anita Lambert

### Résultats sur les grands tours

#### Tour d'Italie
2 participations
- 2022 : 119e
- 2023 : 98e

#### Tour d'Espagne
2 participations
- 2023 : 113e
- 2024 : 93e

### Classements mondiaux
| Année                                 | 2016  | 2017 | 2018 | 2019 | 2020 | 2021 | 2022  | 2023  | 2024  |
| ------------------------------------- | ----- | ---- | ---- | ---- | ---- | ---- | ----- | ----- | ----- |
| Classement mondial                    | 2540e | nc   | nc   | 584e | 758e | nc   | 1924e | 2384e | 2080e |
| UCI Europe Tour                       | 1747e | nc   | nc   | 441e | 606e | nc   | 1238e | nc    | nc    |
|                                       |       |      |      |      |      |      |       |       |       |
| Légende : nc = non classéSource : UCI |       |      |      |      |      |      |       |       |       |

## Palmarès sur piste

### Championnats du monde
- Saint-Quentin-en-Yvelines 2015
  -  Médaillé de bronze de l'américaine
  - 11e du scratch

### Championnats du monde juniors
- Invercargill 2012
  -  Médaillé d'argent de l'américaine juniors

### Championnats d'Europe
Juniors
- Anadia 2011
  -  Médaillé de bronze de l'américaine juniors

Élites
- Baie-Mahault 2014
  -  Champion d'Europe du scratch
  -  Médaillé d'argent de l'américaine

### Championnats nationaux
| - 2009 - 2e du championnat de Belgique de vitesse par équipes débutants - 2010 - Champion de Belgique de keirin débutants - Champion de Belgique de course aux points débutants - 2e du championnat de Belgique du 500m débutants - 2e du championnat de Belgique de poursuite débutants - 2e du championnat de Belgique de poursuite par équipes débutants - 2e du championnat de Belgique de vitesse par équipes débutants - 3e du championnat de Belgique de l'américaine débutants - 2011 - 2e du championnat de Belgique de l'omnium juniors - 3e du championnat de Belgique de vitesse par équipes juniors - 2012 - Champion de Belgique de l'omnium juniors - Champion de Belgique du scratch juniors - Champion de Belgique de l'américaine juniors - 2e du championnat de Belgique de poursuite par équipes juniors - 3e du championnat de Belgique de vitesse juniors | - 2013 - Champion de Belgique de vitesse par équipes - Champion de Belgique de poursuite par équipes - 2014 - 2e du championnat de Belgique de scratch - 3e du championnat de Belgique de l'américaine - 3e du championnat de Belgique de course aux points - 2015 - 2e du championnat de Belgique de course aux points - 2e du championnat de Belgique de l'américaine - 2017 - 3e du championnat de Belgique de l'omnium |  |